# Дуб звичайний (м. Одеса, санаторій «Юність»)
Дуб звича́йний — ботанічна пам'ятка природи місцевого значення в Україні. Об'єкт природно-заповідного фонду Одеської області. 
Розташована в місті Одеса, на території санаторія «Юність» (поруч з пров. Обсерваторним). 
Площа — 0,02 га. Статус отриманий у 1979 році. Перебуває у віданні: санаторій «Юність». 
Статус надано для збереження чотирьох вікових дерев дуба звичайного. 